# Baby Reindeer
Baby Reindeer è una miniserie televisiva di Netflix del 2024, scritta ed interpretata da Richard Gadd e basata sul suo omonimo one man show, ispirato a fatti realmente vissuti dallo stesso Gadd.

## Trama
L'aspirante comico Donny Dunn lavora come barista in un pub londinese. Un giorno Donny offre un tè a una cliente, Martha, per tirarla su di morale. Martha sviluppa un forte attaccamento a Donny e inizia a venire al bar ogni giorno e a molestarlo online. Partecipa ai suoi spettacoli e molesta la sua ragazza, Teri, inviando anche un flusso di messaggi vocali.
Anni prima, Donny stringe amicizia con lo scrittore televisivo Darrien O'Connor, che gli offre consigli sulla carriera, gli promette opportunità e lo spinge a fare uso di sostanze stupefacenti nel suo appartamento. Darrien aggredisce e violenta ripetutamente Donny durante i blackout indotti dalla droga. Ad un certo punto, smettono di vedersi per anni.
Nel presente, Donny denuncia Martha alla polizia e lei viene arrestata, accusata e condannata e trascorre nove mesi in prigione. Darrien e Donny si incontrano di nuovo e Darrien suggerisce un rinnovo della loro collaborazione. Donny accetta con riluttanza.

## Puntate
| Puntate | Trasmissione originale |
| ------- | ---------------------- |
| 7       | 2024                   |

Episodio 1
2015, Londra. Durante un turno nel pub dove lavora, il comico in difficoltà Donny Dunn offre una tazza di tè a una cliente sconvolta. La cliente, Martha Scott, diventa una cliente abituale. Sostenendo di essere una ricca avvocata (nonostante non possa permettersi neanche una diet coke che Donny le offre ogni volta che visita il locale) intrattiene Donny con racconti sui suoi clienti, la maggior parte dei quali uomini facoltosi e famosi. Diventa sempre più civettuola, chiamandolo "Baby Reindeer" tra gli altri soprannomi. Inizia a mandargli e-mail centinaia di volte al giorno, mettendolo a disagio. Nonostante ciò per il compleanno di Martha si incontrano a prendere un caffè, ma Donny è disturbato quando Martha ha uno sfogo eccessivo in pubblico. Lui la segue a casa, scoprendo che vive in un alloggio sociale, e fugge dopo che lei lo nota. Martha vede questo come uno sviluppo nella loro relazione. Si presenta senza essere invitata alla performance di Donny in una competizione comica locale e le sue interruzioni lo aiutano ad assicurarsi la vittoria. Lei confessa il suo amore a Donny, ha un altro sfogo quando lui cerca di rifiutarla educatamente, e gli manda una richiesta di amicizia su Facebook. Donny scopre che si tratta di una stalker condannata ma accetta comunque la sua richiesta di amicizia.
Episodio 2
Donny frequenta segretamente Teri, una terapeuta transgender straniera. Nonostante lui stesso abbia cercato una partner trans, Donny si vergogna dei suoi sentimenti e della sua sessualità e mente a Teri sulla sua identità, fingendosi un costruttore di nome Tony. Lo stalking di Martha si intensifica. Lascia commenti su ogni foto sul profilo Facebook di Donny e invia gelosamente messaggi molesti alla sua ex fidanzata Keeley, la cui madre, Liz, è la padrona di casa di Donny. Martha inizia anche a seguirlo a casa dopo i suoi turni al pub. Teri incoraggia Donny ad andare alla polizia ma lui rifiuta, credendo che Martha sia innocua. Tenta di far in modo che i suoi colleghi la bandiscano dal pub, ma uno di loro le invia una risposta dall'account di Donny chiedendole del sesso anale, portando Martha a credere che lui ricambi i suoi sentimenti. Donny incontra Teri in un gay bar e l’appuntamento sembra andare bene, ma quando Teri chiede a Donny di baciarla in pubblico si fa prendere dal panico e la abbandona sul treno. Mentre torna a casa, Martha lo segue, lo spinge contro un muro e lo molesta toccandogli i genitali.
Episodio 3
Donny si fa coraggio, va da Teri e le confessa le sue azioni e il suo vero nome. Teri però lo invita con sdegno ad andarsene. Martha, sotto falso nome, fa amicizia con Liz e lascia una foto provocante e poco vestita nella camera da letto di Donny. Donny la minaccia di chiamare la polizia e lei non si fa più vedere né a casa sua né al lavoro, salvo poi trovarsi, come se fosse un appuntamento fisso, alla fermata del bus davanti a casa di lui. Donny prova compassione e pena nei suoi confronti ma le chiede di lasciarlo in pace, sperando così di chiudere.
Il comportamento ossessivo di Martha sembra avere una tregua. A sorpresa, Teri si presenta con alcuni amici per assistere alle semifinali della competizione per comici locali: vuole dare a Donny una seconda possibilità. Dopo un inizio claudicante, la performance comica di Donny decolla, il pubblico applaude divertito, ma lo show viene interrotto quando una voce in fondo alla sala inizia a cantare una canzone d'amore. È Martha. Donny cerca di andare comunque avanti, ma tra lui e Martha inizia un vivace scambio di battute. Martha impreca rabbiosamente contro Donny e viene allontanata dal locale dal personale di sala. Martha cerca di rientrare nel camerino di Donny, ma lui riesce a sgattaiolare fuori, scappando insieme a Teri. Convinti di averla seminata, si rifugiano in un pub e riallacciano la loro relazione. Improvvisamente Martha compare dietro di loro e aggredisce Teri, prendendola per i capelli.
Episodio 4
Dopo sei mesi, Donny tenta di denunciare Martha alla polizia. Quando l'ufficiale gli chiede perché ci ha messo così tanto tempo per denunciarla, le vicende tornano indietro di qualche anno.
A Edimburgo nel 2010, da giovane comico, Donny ha un incontro casuale con Darrien, lo scrittore di uno show televisivo di successo, che ha lavorato con gli idoli comici di Donny. Darrien lo guida e lo incoraggia a trasferirsi a Londra, prima di scomparire improvvisamente dalla sua vita.
Donny si trasferisce a Oxford e frequenta la scuola di recitazione, dove incontra Keeley con la quale intreccia una relazione sentimentale; i due si trasferiscono a vivere a casa della madre di Keeley. Darrien successivamente lo chiama per iniziare una collaborazione e Donny gli mostra un nuovo plot televisivo. Darrien incoraggia Donny a drogarsi e lo aggredisce sessualmente mentre è sballato. Rendendosi solo parzialmente conto degli abusi subiti, Donny trascorre regolarmente "sessioni di lavoro" alimentate dalla droga nell'appartamento di Darrien, influenzando negativamente la sua relazione con Keeley. Durante questi eccessivi usi di droga, Donny ha un black-out mentale e viene aggredito da Darrien, il quale lo violenta mentre Donny è sotto effetto LSD e GHB. Donny finalmente lascia Darrien, ma la sua relazione con Keeley si rompe. Si rende conto di essere attratto anche dagli uomini, ma associa i suoi sentimenti alla sua aggressione e prova vergogna, iniziando un periodo di sesso non sicuro con una varietà di partner. Nel presente Donny non riesce a dare alla polizia un resoconto accurato dello stalking di Martha.
Episodio 5
Martha è bandita dal pub di Donny dopo aver assalito fisicamente e verbalmente Teri. Dopo aver aggredito Keeley per strada, Liz chiede a Donny di andarsene. Si trasferisce in un nuovo appartamento con gli amici della scuola di recitazione, ma è costernato nell'apprendere che passano ogni notte a organizzare feste alimentate dalla droga. Passa sempre più tempo con Teri, nascondendosi nel suo appartamento e dichiarandosi a lei come bisessuale per la prima volta. La loro relazione inizia a complicarsi quando Donny non riesce ad avere un’erezione a causa dei traumi subiti sia con Darrien che con Martha. Teri lo convince a denunciarla di nuovo e finalmente, dopo aver capito che la donna ha precedenti condanne, la polizia prende sul serio il caso.
Martha collabora con la polizia e cessa i contatti con Donny. Tuttavia, egli si ritrova ossessionato da lei e arriva persino a masturbarsi sulla sua immagine. Questo lo aiuta a fare sesso con successo con Teri e la loro relazione migliora. Durante una cena al ristorante, la madre lascia un messaggio vocale frenetico, essendole stato riferito da Martha che Donny è in ospedale dopo un incidente.
Episodio 6
Donny è inorridito nel rendersi conto che Martha ha iniziato a molestare anche i suoi genitori e ha accusato suo padre di essere un pedofilo, mettendolo nei guai al lavoro. Dopo che la polizia si rivela essere inutile, Donny cerca di intrappolare Martha a violare il no-contact. Tuttavia, Martha ha registrato tutte le loro interazioni e lui viene avvertito dalla polizia. Di conseguenza, Teri rompe con lui. Il giorno prima che Donny si esibisca nelle finali del concorso comico, Martha torna al pub dove Donny lavora. La situazione degenera nel momento in cui Donny, a muso duro, le spiattella in faccia le accuse di stalking che la avevano già vista coinvolta in passato. Martha reagisce rompendogli un bicchiere in fronte. I suoi colleghi convincono Donny a non sporgere denuncia, il che rivelerebbe la loro cattiva gestione del pub, e lui accetta. 
Al concorso la performance di Donny non va come lui aveva sperato: dopo qualche battuta che non raccoglie applausi, Donny si blocca e si mette seduto sul palco, mentre il pubblico rimane perplesso e ammutolito. Tutto lo sconforto, le insoddisfazioni e la disperazione accumulati fino a quel momento straripano improvvisamente come un fiume inarrestabile: con voce rotta dal suo crollo emotivo, Donny racconta le fallimentari vicissitudini della sua vita, confessa ciò che ha subito, le colpe che gli gravano la coscienza, la vergogna e l'odio per se stesso, prima di uscire dal teatro, nel silenzio generale del pubblico in sala.
Episodio 7
Un video della confessione di Donny, girato di nascosto da una persona del pubblico, viene diffuso in rete e diventa in breve tempo virale, facendo guadagnare a Donny una spinta significativa nella sua carriera. Per caso Martha entra in possesso del suo numero di cellulare e lo chiama minacciandolo di rivelare ai suoi genitori i particolari della sua vita sessuale, che però sono divenuti ormai di pubblico dominio con il video. Sperando di anticiparla Donny si reca in Scozia per raccontare tutto ai suoi genitori. In quel momento di estrema commozione ed empatia, il padre di Donny confessa a sua volta che anche lui era stato vittima di abusi sessuali in passato. Finalmente libero dalla paura di essere giudicato, Donny trascorre una settimana in armonia e serenità con i suoi genitori.
Una volta tornato a Londra, Donny riceve continue chiamate  e messaggi vocali di Martha. La polizia gli suggerisce di ascoltare i messaggi vocali e di segnalare eventuali minacce. Nel corso dei mesi, l’abitudine di Donny di ascoltare i messaggi vocali di Martha diventa un'ossessione mentre ancora una volta inizia a compatirla e cataloga i suoi messaggi. Tuttavia, dopo che lei minaccia di accoltellare i suoi genitori, lui finalmente la segnala e lei viene arrestata. Martha è condannata a nove mesi di carcere e cinque anni di libertà vigilata. Donny non la vede mai più.
Donny lotta per adattarsi in un mondo senza la presenza costante di Martha, si chiude a casa e continua a costruire una sequenza di eventi del suo rapporto con lei. I suoi coinquilini chiamano Keeley, che, preoccupata per la sua salute mentale, gli chiede di tornare a casa di Liz. Tornato nella sua vecchia casa trova la sceneggiatura che stava scrivendo per Darrien. Nel tentativo di chiudere definitivamente con lui, va nell'appartamento di Darrien, ma invece di affrontarlo chiacchierano educatamente. Darrien, che ha visto il video di Donny, gli offre un lavoro da scrittore. Donny accetta, ma ha un attacco di panico dopo essere andato via. Fermandosi in un pub, ascolta un messaggio vocale in cui Martha spiega perché lo chiama "Baby Reindeer": è perché le ricorda un peluche che da bimba abbracciava quando i suoi genitori litigavano, l'unico ricordo positivo della sua infanzia. Donny inizia a piangere, prende il suo drink e si rende conto di aver dimenticato il portafoglio. Il barista, dispiaciuto per Donny, gli porge il drink come offerto dalla casa, in quel momento Donny capisce che quando aveva offerto a Martha la tazza di tè, aveva semplicemente compiuto un gesto gentile e non aveva colpe per essere diventato vittima di stalking.

## Produzione
Nel dicembre 2020 è stato annunciato che Richard Gadd avrebbe adattato la sua pièce in una miniserie televisiva.
Le riprese sono iniziate ad Edimburgo a metà agosto 2022 e si sono concluse a Londra all’inizio di marzo 2023.

## Distribuzione
La miniserie è stata distribuita su Netflix l'11 aprile 2024.

## Accoglienza
L'aggregatore di recensioni Rotten Tomatoes riporta un indice di gradimento del 99% basato su 25 recensioni.
«Questa è una storia vera», così si apre Baby Reindeer, e i fan più ossessionati hanno avviato delle campagne pseudo-investigative per comprendere chi fossero le persone vere nascoste dietro ai personaggi della serie. Queste azioni collettive hanno costretto Richard Gadd a fare un appello e chiedere ai fan rispetto per la privacy delle persone vere coinvolte, tuttavia, un articolo pubblicato sul britannico DailyMail, mette in evidenza i dettagli che l'ideatore avrebbe dovuto cambiare per evitare che i fan potessero risalire ai personaggi di Teri e di Martha.

## Riconoscimenti
- Premio Emmy
  - 2024 – Miglior miniserie